# Чоловіча збірна України з футзалу серед людей з вадами зору
Чоловіча збірна України з футзалу серед людей з вадами зору — чоловіча футзальна збірна, яка представляє Україну на міжнародних змаганнях з футзалу серед людей з вадами зору (категорія В2-В3). Триразовий чемпіон світу (2015, 2017, 2019).

## Історія

### Чемпіонат Європи 1998
Збірна України була дискваліфікована через неуплату вступного внеску за кожного гравця але встигла зіграти кілька матчів. Серед них групові матчі зі збірними Греції (14:0), Іспанії (3:1) та Англії (6:3). А також перемогли Італійців (8:2).
| М  | Команда | І | В | Н | П | МЗ | МП | РМ  | О |
| -- | ------- | - | - | - | - | -- | -- | --- | - |
| 1. | Україна | 3 | 3 | 0 | 0 | 23 | 4  | +19 | 9 |
| 2. | Іспанія | 3 | 2 | 0 | 1 | 24 | 4  | +20 | 6 |
| 3. | Англія  | 3 | 1 | 0 | 2 | 32 | 12 | +20 | 3 |
| 4. | Греція  | 3 | 0 | 0 | 3 | 0  | 59 | −59 | 0 |

### Чемпіонат світу 2002
Чемпіонат світу 2002 року пройшов у вересні у містах Мілан та Варезе (Італія). У групових матчах збірна перемогла збірну Маврикію (9:1) та програла Бразилії (3:4). У матчі за 5-8-місця 27 вересня українці поступились Італії. А 28 вересня у матчі за 7-е місце програли Англії — 3:6.
| М  | Команда  | І | В | Н | П | МЗ | МП | РМ  | О |
| -- | -------- | - | - | - | - | -- | -- | --- | - |
| 1. | Бразилія | 2 | 2 | 0 | 0 | 11 | 3  | +8  | 6 |
| 2. | Україна  | 2 | 1 | 0 | 1 | 12 | 5  | +7  | 3 |
| 3. | Маврикій | 2 | 0 | 0 | 2 | 1  | 16 | −15 | 0 |

### Чемпіонат світу 2004
На Чемпіонаті світу 2004 року, що проходив у Манчестері (Англія) у середині грудня, Україна у групі обіграла збірні Кіпру (9:0) та господарів англійців (3:0) та вийшла з групи з першим місцем. У півфіналі зустрілась з росіянами та програла з рахунком 0:3. У матчі за третє місце 18 грудня поступилась збірній Іспанії (2:3).
| М  | Команда | І | В | Н | П | МЗ | МП | РМ  | О |
| -- | ------- | - | - | - | - | -- | -- | --- | - |
| 1. | Україна | 2 | 2 | 0 | 0 | 12 | 0  | +12 | 6 |
| 2. | Англія  | 2 | 1 | 0 | 1 | 19 | 5  | +14 | 3 |
| 3. | Кіпр    | 2 | 0 | 0 | 2 | 2  | 28 | −26 | 0 |

### Всесвітні ігри незрячих 2007
На Чемпіонаті світу 2007 року у рамах Всесвітніх Ігор незрячих, що пройшли у місті Сан-Каетано-ду-Сул (Бразилія) збірна України посіла друге місце. На груповому етапі зіграла три матчі: з Бразилією (6:1), Іспанією (1:0) та Білоруссю (0:7). У матчі за золото знов зустрілись зі збірною Білорусі. В основний час зіграли 1:1. У післяматчевих пенатльті поступились (2:3).
| М  | Команда  | І | В | Н | П | МЗ | МП | РМ  | О |
| -- | -------- | - | - | - | - | -- | -- | --- | - |
| 1. | Білорусь | 3 | 3 | 0 | 0 | 13 | 3  | +10 | 9 |
| 2. | Україна  | 3 | 2 | 0 | 1 | 7  | 8  | −1  | 6 |
| 3. | Іспанія  | 2 | 1 | 0 | 1 | 4  | 6  | −2  | 3 |
| 4. | Бразилія | 3 | 0 | 0 | 3 | 3  | 11 | −8  | 0 |

### Чемпіонат Європи 2007
На Чемпіонаті Європи 2007 року, що проходив у Анталії (Туреччина), збірна України посіла 4 місце. У групі зіграла чотири матчі та посіла друге місце, за різницею забитих пропущених. Зустрілась зі збірними Туреччини (11:1), Італії (7:0), Англії (4:3) та Росії (1:1). У півфіналі програла білорусам 0:4. У матчі за третє місце поступилась Іспанії з рахунком 2:3 та посіла 4 місце у чемпіонаті.
| М  | Команда   | І | В | Н | П | МЗ | МП | РМ  | О  |
| -- | --------- | - | - | - | - | -- | -- | --- | -- |
| 1. | Росія     | 4 | 3 | 1 | 0 | 31 | 4  | +27 | 10 |
| 2. | Україна   | 4 | 3 | 1 | 0 | 23 | 5  | +18 | 10 |
| 3. | Англія    | 4 | 2 | 0 | 2 | 22 | 13 | +9  | 6  |
| 4. | Італія    | 4 | 1 | 0 | 3 | 5  | 20 | −15 | 3  |
| 5. | Туреччина | 4 | 0 | 0 | 4 | 6  | 45 | −39 | 0  |

### Чемпіонат світу 2008
Чемпіонат відбувався в Буенос-Айресі (Аргентина). У груповому раунді зіграла з Італією 8:1, з білорусами — 1:2 (відзначився Філь), Росія — 5:3 (Філь-2, Надточій, Селіванов, а/гол), Франція — 8:0 (Філь-4, Селіванов-3, Надточій). У півфіналі переграла Аргентину 7:2. У фіналі знову зустрілась зі збірною Білорусі. Основний та додатковий час фінального поєдинку з командою Білорусі завершився внічию — 0:0. У серії пенальті за рахунку 2:2 автором «золотого» голу у ворота білорусів став донеччанин Андрій Луцик. На шляху до найвищої сходинки п'єдесталу збірна команда України перемогла команди Італії (8:1), Росії (5:3) та Аргентини (7:2). Найкращим бомбардиром та гравцем став Максим Філь із Сумщини, який забив 15 м'ячів.
| М  | Команда  | І | В | Н | П | МЗ | МП | РМ  | О  |
| -- | -------- | - | - | - | - | -- | -- | --- | -- |
| 1. | Білорусь | 4 | 4 | 0 | 0 | 24 | 4  | +20 | 12 |
| 2. | Україна  | 3 | 3 | 0 | 0 | 22 | 6  | +16 | 9  |
| 3. | Росія    | 2 | 2 | 0 | 0 | 15 | 10 | +5  | 6  |
| 4. | Італія   | 4 | 1 | 0 | 3 | 6  | 22 | −16 | 3  |
| 5. | Франція  | 4 | 0 | 0 | 4 | 5  | 30 | −25 | 0  |

### Чемпіонат Європи 2009
На Чемпіонаті Європи 2009 року, що проходив у Нанті (Франція) наприкінці червня — початку липня, у груповому раунді збірна України зіграла зі збірними Туреччини (8:1), Англії (3:1) та Франції (5:1) та посіла перше місце. У півфіналі зустрілась з Іспанією та перемогла з рахунком 4:1. У фіналі 4 липня Україна програла Білорусі 0:4. Таким часом українці вибороли срібні нагороди.
| М  | Команда   | І | В | Н | П | МЗ | МП | РМ  | О |
| -- | --------- | - | - | - | - | -- | -- | --- | - |
| 1. | Україна   | 3 | 3 | 0 | 0 | 17 | 3  | +14 | 9 |
| 2. | Франція   | 3 | 2 | 0 | 1 | 5  | 7  | −2  | 6 |
| 3. | Англія    | 3 | 1 | 0 | 2 | 8  | 7  | +1  | 3 |
| 4. | Туреччина | 3 | 0 | 0 | 3 | 3  | 16 | −13 | 0 |

### Всесвітні ігри незрячих 2011
У квітні відбувся Чемпіонат світу 2011 року, що пройшов у рамках Всесвітніх ігор незрячих 2011. Ігри відбувались в Анталії (Туреччина), збірна України посіла 2 місце. У групі зіграла три матчі зі збірними Кореї (14:0), Іспанії (4:0) та Ірландії (4:1). У півфіналі українці перемогли збірну Англії, а 9 квітня у фіналі програли збірній Білорусі — 1:5.
| М  | Команда        | І | В | Н | П | МЗ | МП | РМ  | О |
| -- | -------------- | - | - | - | - | -- | -- | --- | - |
| 1. | Україна        | 3 | 3 | 0 | 0 | 22 | 1  | +21 | 9 |
| 2. | Іспанія        | 3 | 2 | 0 | 1 | 22 | 7  | +15 | 6 |
| 3. | Ірландія       | 3 | 1 | 0 | 2 | 37 | 9  | +28 | 3 |
| 4. | Південна Корея | 3 | 0 | 0 | 3 | 0  | 64 | −64 | 0 |

### Чемпіонат Європи 2012
На Чемпіонаті Європи 2012 року, що проходив у Кайсері (Туреччина), у червні Україна посіла 3 місце. У групі зіграли два матчи проти Англії (0:0) та Італії (3:1). У півфіналі українці програли білорусам 0:1. У матчі за третє місце перемогла збірну Англії 4:2.
| М  | Команда | І | В | Н | П | МЗ | МП | РМ | О |
| -- | ------- | - | - | - | - | -- | -- | -- | - |
| 1. | Англія  | 2 | 1 | 1 | 0 | 4  | 2  | +2 | 4 |
| 2. | Україна | 2 | 1 | 1 | 0 | 3  | 1  | +2 | 4 |
| 3. | Італія  | 2 | 0 | 0 | 2 | 3  | 7  | −4 | 0 |

### Чемпіонат світу 2013
Чемпіонат відбувався в місті Сендай (Аргентина) у лютому 2013 року. Збірна України посіла 2 місце у фіналі поступившись Росії 0:1. У груповому раунді зіграла з Англією 0:0, з Японією — 22:0 0 (Вовк-7, Тремба-6, Швець-4, Гетманов-2, Бадло, Луцик, автогол) та Росією — 2:1 (Гетманов, Бадло). У плей-оф українці вдруге переграли Росію — 3:2. А у фінали програли збірні Росії 0:1.
| М  | Команда | І | В | Н | П | МЗ | МП | РМ  | О  |
| -- | ------- | - | - | - | - | -- | -- | --- | -- |
| 1. | Україна | 3 | 2 | 1 | 0 | 24 | 1  | +23 | 7  |
| 2. | Росія   | 3 | 2 | 0 | 1 | 22 | 4  | +18 | 6  |
| 3. | Англія  | 6 | 4 | 1 | 1 | 12 | 7  | +5  | 13 |
| 4. | Японія  | 3 | 0 | 0 | 3 | 0  | 46 | −46 | 0  |

### Чемпіонат Європи 2014
На Чемпіонаті Європи 2014 року, що відбувся у місті Спеція (Італія) у грудні, Україна посіла 3 місце. У групі українці зіграли два матчи проти Іспанії (0:0) та Туреччини (8:2). У матчі за третє місце збірна перемогла Англію 1:2.
| М  | Команда   | І | В | Н | П | МЗ | МП | РМ  | О |
| -- | --------- | - | - | - | - | -- | -- | --- | - |
| 1. | Іспанія   | 2 | 1 | 1 | 0 | 10 | 0  | +10 | 4 |
| 2. | Україна   | 2 | 1 | 1 | 0 | 8  | 2  | +6  | 4 |
| 3. | Туреччина | 2 | 0 | 0 | 2 | 2  | 18 | −16 | 0 |

### 5-ті Всесвітні ігри 2015
З 11 по 16 травня відбувся Чемпіонат світу 2015 року, що пройшов у рамках Всесвітніх ігор незрячих 2015. Ігри відбувались у травані 2015 року у Сеулі (Південна Корея), збірна України стала чемпіоном. У групі зіграла 4 матчи зі збірними Італії — 4:1 (Філ-2, Бадло, Гетманов), Іспанії — 2:0 (Гуменюк, Гетманов), Японії — 8:0 (Тремба-3, Філ-3, Швець, Аврамов) та Південної Кореї — 12:0 (Філ-3, Тремба-2, Гавриленко-2, Бадло2, Вовк, Аврамов і автогол). Фінал пройшов 16 травня зі збірною Іспанії. Українці перемогли з рахунком 3:1. Забивали Аврамов та Тремба, а гравець збірної Іспанії Родрінез забив автогол.
| М  | Команда        | І | В | Н | П | МЗ | МП | РМ  | О  |
| -- | -------------- | - | - | - | - | -- | -- | --- | -- |
| 1. | Україна        | 4 | 4 | 0 | 0 | 26 | 1  | +25 | 12 |
| 2. | Іспанія        | 4 | 3 | 0 | 1 | 22 | 3  | +19 | 9  |
| 3. | Італія         | 4 | 2 | 0 | 2 | 26 | 9  | +17 | 6  |
| 4. | Японія         | 4 | 1 | 0 | 3 | 3  | 20 | −17 | 3  |
| 5. | Південна Корея | 4 | 0 | 0 | 4 | 3  | 47 | −44 | 0  |

Склад: Олег Аврамов, Олександр Гетманов, Антон Гуменюк, Роман Скотников, Максим Філь, Роберт Тремба, Богдан Бадло, Віктор Вовк, Вадим Швець, Антон Гавриленко. Тренери — Ігор Кравченко та Микола Чхайло.

### Чемпіонат світу 2017
Чемпіонат відбувався у Кальярі (Італія). Збірна України стала переможцем турніру. У вирішальному поєдинку українці здолали збірну Англії з рахунком 3:0. Це вже була друга зустріч між цими командами у рамках «мундіалю» — поєдинок групового етапу українські спортсмени також обіграли англійців — 2:0. Окрім того, на шляху до фінального поєдинку українці обіграли збірні Франції (3:1), Японії (12:1) та Іспанії (3:1).

### Чемпіонат світу 2019
З 4 по 14 грудня 2019 року у м. Анталія (Туреччина) проходив чемпіонат світу з футзалу серед гравців з вадами зору. Збірна України приїхала у ранзі переможців попереднього чемпіонату і розглядалася серед фаворитів турніру. Команду очолювали Ігор Кравченко, Володимир Гладов та Микола Чхайло. Українські футзалісти захистили титул чемпіонів світу.
На шляху до фіналу українці обіграли господарів, збірну Туреччини (4:0), Росії (4:0), Італії (8:1), Англії (3:0), Іспанії (5:0) та Японії (6:0). А у фіналі знову зустрілися зі збірною Англії та завершили матч з рахунком 6:2. Таким чином, збірна України серед гравців з вадами зору втретє стала чемпіоном світу.

## Результати

### Чемпіонати світу/Всесвітні ігри
| Рік  | Місце              | Позиція | Турнір |
| ---- | ------------------ | ------- | ------ |
| 2002 | Мілан, Варезе      | 8       | ЧС     |
| 2004 | Манчестер          | 4       | ЧС     |
| 2007 | Сан-Каетано-ду-Сул | 2       | ВІ     |
| 2008 | Буенос-Айрес       | 1       | ЧС     |
| 2011 | Анталія            | 2       | ВІ     |
| 2013 | Сендай             | 2       | ЧС     |
| 2015 | Сеул               | 1       | ВІ     |
| 2017 | Кальярі            | 1       | ЧС     |
| 2019 | Анталія            | 1       | ЧС     |

### Чемпіонати Європи
| Рік  | Місце   | Позиція          |
| ---- | ------- | ---------------- |
| 1998 | Мінськ  | дискваліфіковані |
| 2007 | Анталія | 4                |
| 2009 | Нант    | 2                |
| 2012 | Кайсері | 3                |
| 2014 | Спеція  | 3                |